# Операция «ЗУР-215»
Операция «ЗУР-215» — кодовое название операции, проведённой в Советском Союзе 19 января 1957 года на ракетном полигоне Капустин Яр. В ходе этой операции проводились государственные испытания зенитной управляемой ракеты ЗУР-215 с ядерным зарядом (ядерной боевой частью (БЧ)) мощностью 10 кт, которая была пущена по радиоответчику, опускавшемуся на парашюте и игравшему роль мишени. Достигнув радиоответчика, ракета взорвалась на высоте 10370 м, поразив самолёты-мишени. По другим данным самолёты не были сбиты ядерным взрывом, а были уже добиты обычными зенитными ракетами без ядерных БЧ. Это был первый высоко-воздушный ядерный взрыв в СССР.
Целью этой операции было изучение поражающих факторов высоко-воздушного ядерного взрыва на самолёты летящие в плотном строю и наземные сооружения.
Для измерения параметров высоко-воздушного ядерного взрыва в районе опытного поля были установлены различные измерительные датчики ударной волны, кино- фото- аппаратура и другие измерительные приборы. Оптические наблюдения осуществлялись с четырёх направлений. Также измерение взрыва проходило и в воздухе, с помощью контейнеров, выпущенных заблаговременно с самолётов обеспечения и опускавшихся на парашютах. Мишенную обстановку имитировали два бомбардировщика Ил-28, управляемые с помощью радиоуправления. В момент взрыва самолёты находились на расстояниях примерно 500 м и 1000 м от центра ядерного взрыва. Самолёты-мишени были запущены с аэродрома Владимировка, г. Ахтубинск.